# Flagelliphantes sterneri
Flagelliphantes sterneri là một loài nhện trong họ Linyphiidae.
Loài này thuộc chi Flagelliphantes. Flagelliphantes sterneri được Kirill Yuryevich Eskov & Yuri M. Marusik miêu tả năm 1994.